# Young Sprinters Hockey Club
 (novembre 2010).
Si vous disposez d'ouvrages ou d'articles de référence ou si vous connaissez des sites web de qualité traitant du thème abordé ici, merci de compléter l'article en donnant les références utiles à sa vérifiabilité et en les liant à la section « Notes et références ».
Le Young Sprinters Hockey Club (anciennement Neuchâtel Sports Young Sprinters HC) est un club de hockey sur glace de la ville de Neuchâtel, en Suisse. Quatre fois vice-champion de Suisse et trois fois vainqueur de la Coupe dans les années 1950-1960, il disparaît en novembre 2009.

## Palmarès
- LNA
  - Vice-champion : 1953, 1954, 1955, 1958
- LNB
  - 1966
- Coupe de Suisse
  - 1957, 1958 et 1963

## Histoire du club

Ancien logo

Après avoir participé au championnat de Suisse de la série B (2e division) dès la saison 1932-1933, avec les joueurs Gerber, Cattani, Bütikofer, Imhof, Eichholzer, Suter, Lanz, Henry Dupasquier et Thiébaud, rejoints par la suite par André Rubli, André Sandoz, André Grosjean et Jean-Louis Barbezat sous la direction de l'entraîneur Von Gunten, Young Sprinters monte en série A en 1938 grâce aux Grether, Rossier, Simi Meisser, Vuillomenet, Senn, Künzi, Barbezat, Wey et Guesbrecht. Comme la Ligue Nationale vient d'être créée en 1937-38 avec les six meilleures équipes de Suisse (HC Davos, CP Zurich, HC Saint-Moritz, CP Berne, Grasshopper et Bâle) Young Sprinters reste donc en 2e division mais abandonne la série B qui devient la 3e division suisse.
Remportant cinq titres consécutifs de champion romand de série A de 1941 à 1945, Young Sprinters accède finalement à la Ligue nationale (1re division) en 1945 grâce à l'arrivée de son joueur-entraîneur Othmar Delnon et de son frère Hugo. Pour ses trois rencontres du tour final, Young Sprinters évolue toujours avec la même formation, soit : Paul Wyss, Barbezat et Trivelli, Hugo Delnon, Othmar Delnon, Wey, Bianchi, Bläsi et Bergamin. Après avoir fait venir leur frère Reto dès la saison suivante, la « ligne des frères Delnon » est constituée et représente le point fort de l'équipe de 1945-1946 à 1949. Cette ligne participe aux championnats du monde de 1947 et 1949 avec l'équipe de Suisse. Après les « Années Delnon » arrivèrent les « Années Besson » grâce à l'engagement de l'Américain Pete Besson (de son vrai nom Piero-Angelo Bessone) que tout le monde prenait pour un Canadien.
En 1949-50 puis en 1951-52, Pete Besson forme une solide équipe en mettant en évidence de jeunes joueurs comme Francis Blank, Raymond Cattin, Jean-Pierre Uebersax et Michel Wehrli notamment, futurs joueurs de l'équipe nationale, permettant au club neuchâtelois de se maintenir en Ligue Nationale A (1re division), après la création de la Ligue Nationale B en 1947-1948 qui devient la 2e division. À la fin de la saison 1950-1951, soit entre les deux « épisodes Pete Besson », Young Sprinters (entraînée par le Tchèque Kucera) est sur le point d'être reléguée en Ligue Nationale B. Mais le club sauve de justesse sa place en Ligue Nationale A en battant La Chaux-de-Fonds 8 à 7 après une partie acharnée disputée le 4 mars 1951. Le gardien Perrottet et le défenseur W. Stauffer se distinguèrent tout particulièrement chez Young Sprinters. En face, Reto Delnon aurait bien voulu battre son ancien club.
Arrivé à Neuchâtel en automne 1952, le Canadien Orville Martini (qui s'est distingué dans la Ligue professionnelle écossaise et avec l'équipe du HC Diavoli Rossoneri Milan), a fait de ce club une équipe redoutable dont il fut, durant 18 saisons, le maître à jouer. Bénéficiant également d'importants renforts comme Milo Golaz, du gardien Jean Ayer, puis de Gian Bazzi, Paul Zimmermann, Gus Adler, Tino Catti, Guido Spichty et Fredy Streun notamment, Young Sprinters est une des meilleures équipes de Suisse de 1952-53 à 1963. Elle remporte notamment la première édition de la finale de la Coupe de Suisse, le 21 février 1957 à Neuchâtel. Devant 6000 spectateurs, elle pulvérise le CP Zurich 14 à 0. Orville Martini et Paul Zimmermann marquent chacun 5 buts, Pete Laliberté 3 buts et Francis Blank 1 but. Le capitaine Charly Caseel (39 ans) se retire à la fin de la saison 1956-57. L'année suivante, le 2 mars 1958, Young Sprinters récidive en battant en finale de Coupe de Suisse le Lausanne HC, pourtant chez lui, 11-5, Blank marquant 6 buts devant Martini 3, Streun et Schopfer chacun un,,.
Après avoir été battu en 1959, lors de sa 3e finale, disputée à Genève, par le HC Servette (club de LNB mais bénéficiant de joueurs routiniers), Young Sprinters prend sa revanche quatre ans plus tard en remportant, le 26 février 1963 à Genève, sa 3e Coupe de Suisse, battant le HC Genève 7 à 3, Martini (2) Bazzi, Weber, Spichty, Chevalley et Eric Paroz (chacun 1) étant les buteurs. Seuls quatre joueurs gagnèrent les trois finales de Coupe de Suisse avec Young Sprinters : Orville Martini, Gian Bazzi, Jean-Pierre Uebersax et Francis Renaud,.
Après le départ de son capitaine Gian Bazzi à fin 1962-63, Young Sprinters ne peut éviter la relégation en LNB à la fin de la saison 1964-65. Mais, grâce à l'apport de Francis Blank et Michel Wehrli, revenus au club en 1965, Young Sprinters, sous la direction de Milo Golaz, devenu entraîneur, remporte le titre de champion Suisse LNB 1966, battant Ambrì-Piotta après trois matches et retrouve la LNA en 1966. La saison suivante (1966-67) est la dernière de Young Sprinters dans l'élite car le club est relégué en LNB. Le 21 février 1970, Orville Martini dispute sa dernière rencontre avec Young Sprinters victorieux de Saint-Moritz 8 à 2 à Monruz en championnat de LNB. Durant l'année 1970, de graves problèmes financiers précipitent la dissolution du club, repris par l'organisation de Neuchâtel Sports. Désormais, son nouveau nom est Neuchâtel Sports Young Sprinters HC. De 1970 à 1986, le club navigue entre la LNB et la 2e ligue (4e division),,.
Le 8 février 1986, Neuchâtel inaugure sa nouvelle patinoire couverte sur l'emplacement des Jeunes Rives, derrière le stade de la Maladière. D'une capacité de près de 7 500 places, cette nouvelle patinoire couverte remplace la vétuste de Monruz. Young Sprinters profite immédiatement de sa nouvelle piste en battant Marly 13 à 4 et fête ainsi sa promotion en 1re ligue le 1er mars 1986.
En 1991, Young Sprinters dispute sa plus belle saison depuis l'inauguration de sa nouvelle patinoire et retrouve la Ligue Nationale B (2e division) sous les ordres de son entraîneur Jiri Novak. Mais la saison suivante, c'est de nouveau la chute en 1re ligue. À la fin de la saison 2006-07, Young Sprinters fête son 75 anniversaire en devenant champion romand de 1re ligue et accède une nouvelle fois à la Ligue Nationale B. Dans le cadre des festivités du 75e, un match amical des « ancien » est organisé et que dispute notamment Michel Wehrli, Gérald Chevalley, Paroz et Orville Martini qui, né le 14 juin 1928 à Calgary au Canada, est le joueur le plus âgé sur la glace,,.
Après une saison 2007-2008 en demi-teinte, le club fait de gros efforts financiers pour demeurer en Ligue Nationale B mais, subitement, le 29 octobre 2009, le conseil d'administration du club décide de retirer sa première équipe du championnat suisse de ligue nationale B de hockey sur glace en raison de difficultés financières insurmontables rencontrées par le club. Le match de LNB Young Sprinters - Olten 2-6 disputé le 27 octobre 2009 à Neuchâtel devant 865 spectateurs reste ainsi la dernière rencontre dans l'histoire du club vieux de 77 ans.